# John Colrain
John Colrain (Glasgow, 4 febbraio 1937 – 14 luglio 1984) è stato un allenatore di calcio e calciatore scozzese, di ruolo attaccante.

## Carriera
In forza al Celtic, dopo aver giocato in varie compagini minori, dal 1957 al 1960. Con il club di Glasgow vinse la Scottish League Cup 1957-1958, oltre che ottenere come miglior piazzamento il terzo posto nella stagione 1957-1958.
Nella stagione 1960-1961 passa al Clyde, con cui retrocede nella cadetteria scozzese a causa del diciassettesimo e penultimo posto ottenuto in campionato. L'anno dopo vince con il suo club la Scottish Division Two 1961-1962 per poi retrocedere nuovamente in cadetteria al termine della Scottish Division One 1962-1963.
Nella stagione 1963-1964 passa all'Ipswich Town, militante nella massima serie inglese, con cui retrocede al termine del campionato in cadetteria. Con l'Ipswich giocherà altre due stagioni tra i cadetti.
Nel 1966 passa ai nordirlandesi del Glentoran nelle veci di allenatore-giocatore, con cui vince due campionati, una County Antrim Shield, una Ulster Cup ed una City Cup.
Nell'estate 1967 con il Glentoran disputò il campionato nordamericano organizzato dalla United Soccer Association: accadde infatti che tale campionato fu disputato da formazioni europee e sudamericane per conto delle franchigie ufficialmente iscritte al campionato, che per ragioni di tempo non avevano potuto allestire le proprie squadre. Il Glentoran rappresentò i Detroit Cougars e nelle vesti di allenatore-giocatore ottenne il quarto posto della Eastern Division, con 3 vittorie, 6 pareggi e 3 sconfitte, non qualificandosi per la finale.
Nel 1968 passa agli irlandesi del St Patrick's con cui giocherà fino al ritiro dal calcio giocato avvenuto nel 1971.
Colrain è morto nel 1984 a seguito di un attacco di cuore.

### Nazionale
Ha giocato un incontro amichevole con la Nazionale Under-23 di calcio della Scozia.

#### Cronologia presenze e reti in Nazionale
| Cronologia completa delle presenze e delle reti in nazionale ― Scozia under 23 | Cronologia completa delle presenze e delle reti in nazionale ― Scozia under 23 | Cronologia completa delle presenze e delle reti in nazionale ― Scozia under 23 | Cronologia completa delle presenze e delle reti in nazionale ― Scozia under 23 | Cronologia completa delle presenze e delle reti in nazionale ― Scozia under 23 | Cronologia completa delle presenze e delle reti in nazionale ― Scozia under 23 | Cronologia completa delle presenze e delle reti in nazionale ― Scozia under 23 | Cronologia completa delle presenze e delle reti in nazionale ― Scozia under 23 |
| Data                                                                           | Città                                                                          | In casa                                                                        | Risultato                                                                      | Ospiti                                                                         | Competizione                                                                   | Reti                                                                           | Note                                                                           |
| ------------------------------------------------------------------------------ | ------------------------------------------------------------------------------ | ------------------------------------------------------------------------------ | ------------------------------------------------------------------------------ | ------------------------------------------------------------------------------ | ------------------------------------------------------------------------------ | ------------------------------------------------------------------------------ | ------------------------------------------------------------------------------ |
| 30-4-1958                                                                      | Amsterdam                                                                      | Paesi Bassi under 23                                                           | 2 – 1                                                                          | Scozia under 23                                                                | Amichevole                                                                     | -                                                                              |                                                                                |
| Totale                                                                         |                                                                                | Presenze                                                                       | 1                                                                              |                                                                                | Reti                                                                           | 0                                                                              |                                                                                |

## Palmarès
- Coppa di Lega Scozzese: 1

Celtic: 1957-1958
- Scottish Division Two: 1

Clyde: 1961-1962
- Campionato nordirlandese di calcio: 2

Glentoran: 1966-1967, 1967-1968
- County Antrim Shield: 1

Glentoran: 1967-1968
- Ulster Cup: 1

Glentoran: 1966-1967
- City Cup: 1

Glentoran: 1966-1967